# Puchar Świata w kolarstwie przełajowym 2007/2008
Puchar Świata w kolarstwie przełajowym w sezonie 2007/2008 to 15. edycja tej imprezy. Organizowany przez UCI, obejmował dziewięć zawodów dla mężczyzn oraz siedem dla kobiet. Pierwszy wyścig odbył się 21 października 2007 roku w belgijskim Kalmthout, a ostatni 20 stycznia 2008 roku w holenderskim Hoogerheide. 
W tym sezonie nie prowadzono klasyfikacji generalnej i nie przyznano indywidualnych wyróżnień.

## Wyniki

### Mężczyźni
| Lp | Miejscowość | Data                 | 1. miejsce      | 2. miejsce       | 3. miejsce       |
| -- | ----------- | -------------------- | --------------- | ---------------- | ---------------- |
| 1. | Kalmthout   | 21 października 2007 | Zdeněk Štybar   | Sven Nys         | Francis Mourey   |
| 2. | Tábor       | 27 października 2007 | Kamil Ausbuher  | Klaas Vantornout | Erwin Vervecken  |
| 3. | Pijnacker   | 11 listopada 2007    | Lars Boom       | Bart Wellens     | Klaas Vantornout |
| 4. | Koksijde    | 24 listopada 2007    | Sven Nys        | Erwin Vervecken  | Lars Boom        |
| 5. | Igorre      | 2 grudnia 2007       | Sven Nys        | Bart Wellens     | Klaas Vantornout |
| 6. | Mediolan    | 8 grudnia 2007       | Zawody odwołane | Zawody odwołane  | Zawody odwołane  |
| 7. | Hofstade    | 26 grudnia 2007      | Sven Nys        | Bart Wellens     | Lars Boom        |
| 8. | Liévin      | 13 stycznia 2008     | Lars Boom       | Bart Wellens     | Francis Mourey   |
| 9. | Hoogerheide | 20 stycznia 2008     | Lars Boom       | Bart Wellens     | Erwin Vervecken  |

### Kobiety
| Lp | Miejscowość | Data                 | 1. miejsce           | 2. miejsce           | 3. miejsce               |
| -- | ----------- | -------------------- | -------------------- | -------------------- | ------------------------ |
| 1. | Kalmthout   | 21 października 2007 | Daphny van den Brand | Katie Compton        | Christel Ferrier-Bruneau |
| 2. | Pijnacker   | 11 listopada 2007    | Katie Compton        | Daphny van den Brand | Reza Hormes-Ravenstijn   |
| 3. | Koksijde    | 24 listopada 2007    | Daphny van den Brand | Katie Compton        | Maryline Salvetat        |
| 4. | Mediolan    | 8 grudnia 2007       | Daphny van den Brand | Helen Wyman          | Christel Ferrier-Bruneau |
| 5. | Hofstade    | 26 grudnia 2007      | Maryline Salvetat    | Daphny van den Brand | Reza Hormes-Ravenstijn   |
| 6. | Liévin      | 13 stycznia 2008     | Hanka Kupfernagel    | Maryline Salvetat    | Laurence Leboucher       |
| 7. | Hoogerheide | 20 stycznia 2008     | Hanka Kupfernagel    | Maryline Salvetat    | Helen Wyman              |